# Старая Талалаевка
Ста́рая Талала́евка (укр. Стара Талалаївка; до 1921 года — Талалаевка, укр. Талалаївка, в 1921—2016 гг. — Си́льченково, укр. Сильченкове) — село в Прилукском районе Черниговской области Украины. Население — 805 человек. Занимает площадь 3,585 км². Расположено на реке Детюковка, с прудами, при впадении её правого безымянного притока.
Код КОАТУУ: 7425383501. Почтовый индекс: 17260. Телефонный код: +380 4634.

## Власть
Орган местного самоуправления — Талалаевская поселковая община. Почтовый адрес: 17200, Черниговская обл., Прилукский р-н, пгт Талалаевка, ул. Вокзальная, 3.

## Достопримечательности
- Успенская церковь, построенная в конце XIX века.